# Ганс Редль
Ганс Редль (нім. Hans Redl; 19 січня 1914 — 26 травня 1976) — колишній австрійський тенісист.
Найвищим досягненням на турнірах Великого шолома був чвертьфінал в парному розряді.

## Часовий графік результатів
Sources:
| W | Ф | ПФ | ЧФ | #Р | КТ | К# | DNQ | A | NH |

| Турніри Великого шолома                |    |    |    |    |    |    |    |    |    |    |
| Відкритий чемпіонат Австралії з тенісу |    |    |    |    |    |    |    |    |    |    |
| Відкритий чемпіонат Франції з тенісу   |    |    |    |    |    |    |    |    |    |    |
| Вімблдонський турнір                   | 4р | 2р | 1р | 1р | 2р | 1р | 3р | 1р | 2р | 1р |
| Відкритий чемпіонат США з тенісу       |    |    |    |    |    |    |    |    |    |    |